# Roslund & Thunberg
Roslund & Thunberg är en svensk kriminalförfattarduo bestående av författaren Anders Roslund och manusförfattaren Stefan Thunberg. Duon debuterade 2014 med kriminalromanen Björndansen och har därefter 2017 gett ut boken En bror att dö för, som kan sägas vara en friare fortsättning på "Björndansen".
"Björndansen" är en roman fritt baserad på händelserna kring Militärligan, en kriminell liga verksam i början av 1990-talet, där Thunbergs pappa samt tre av hans bröder var medlemmar.
Böckerna har fått stor spridning och finns översatta till arabiska, bosniska, montenegrinska, serbiska, ukrainska, japanska, kinesiska, koreanska, ryska, engelska, tyska, franska, italienska, spanska, portugisiska, holländska, polska, litauiska, estniska, rumänska, bulgariska, slovenska, kroatiska, ungerska, slovakiska, tjeckiska, isländska, finska, danska, norska, hebreiska, turkiska, grekiska samt makedoniska. 

## Priser och utmärkelser
- Tilldelad Konomys-priset för Bästa kriminalroman i Japan 2017 - Björndansen
- Nominerad till The CWA International Dagger för Årets bästa internationella kriminalroman 2016 Storbritannien - Björndansen
- Nominerad till Bästa svenska kriminalroman 2017 - En bror att dö för